# Droga I/24 (Czechy)
Droga krajowa 24 (cz.Silnice I/24) – droga krajowa w Czechach biegnąca od skrzyżowania z drogą krajową nr 3 w rejonie miasta Veselí nad Lužnicí przez Třeboň do dawnego czesko-austriackiego przejścia granicznego. Na odcinku Třeboň (skrzyżowanie z drogą nr 34) – granica państwowa arteria jest fragmentem trasy E49.